# Hosszúhetény
Hosszúhetény [ˈhosːuːhɛteːɲ] (deutsch Hetting oder Langhetting, kroatisch Hetinj) ist eine Gemeinde mit 3.387 Einwohnern (Stand 2011) im Süden Ungarns im transdanubischen Komitat Baranya. Sie liegt am Fuß des Berges Zengő am Rand des Mecsekgebirges und nördlich der Landesstraße 6. Der Ort ist 16 Kilometer nordöstlich von Pécs zu finden.

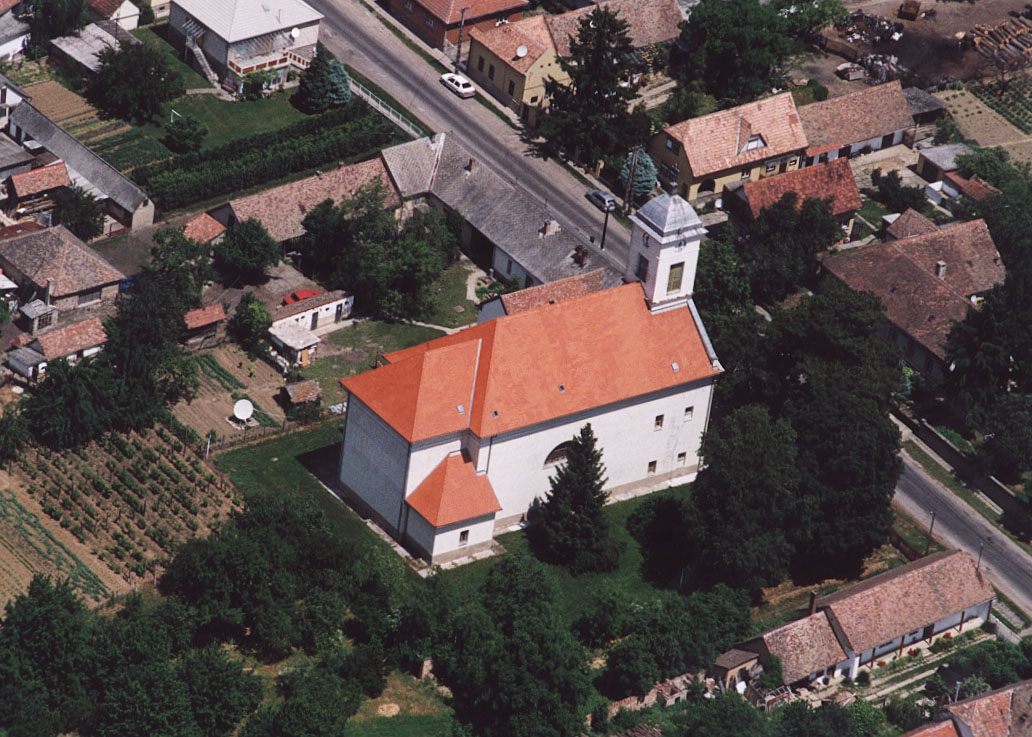
Luftaufnahme: Hosszúhetény – Kirche

Die katholische Kirche (1733–1741) wurde im Stil des Spätbarock erbaut, das ehemalige Bischofs-Schloss im Jahr 1797 fertiggestellt. Der dazugehörige Schlossgarten ist nun ein geschütztes Arboretum. Eine in der Umgebung gedeihende geschützte Pflanzenart ist die Banater Pfingstrose, die im Mai blüht.
Zum Verwaltungsgebiet der Gemeinde gehören Püspökszentlászló und Kisújbánya, zwei Siedlungen des Landschaftsschutzgebietes „Östliches Mecsek-Gebirge“. Das Dorffest findet Ende Juni anlässlich der Kirmes von Püspökszentlászló statt.

## Städtepartnerschaften
Am 12. August 2011 sind Hosszúhetény und die deutsche Gemeinde Alfdorf eine Partnerschaft eingegangen. Ziel ist insbesondere der Schüleraustausch.
- Хетин, Serbien
- Morolo, Italien
- Săvădisla, Rumänien